# György Sárosi
György Sárosi (Budapeste, 15 de setembro de 1912 – Gênova, 9 de junho de 1993) foi um treinador e futebolista húngaro que atuou como atacante.

## Carreira como jogador

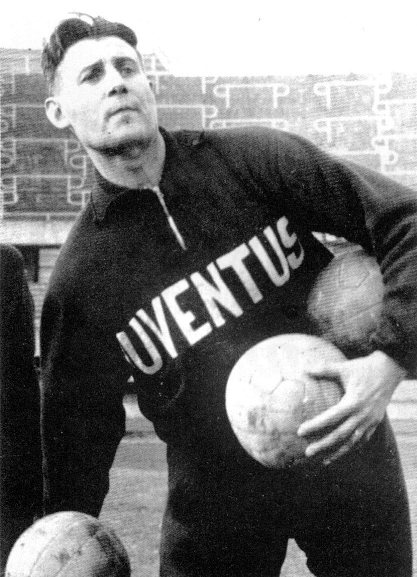
O treinador e ex-jogador húngaro György Sárosi liderando a Juventus na primeira metade da década de 1950, durante um treino no Estádio Comunale, em Torino.

### Ferencváros
Versátil, jogou toda a sua carreira em apenas um clube, o Ferencváros, ficando ao todo 18 anos na equipe. Os números são de um artilheiro nato: marcou 367 gols em 383 partidas no Campeonato Húngaro, que ele conquistou cinco vezes entre 1932 e 1941. É o maior artilheiro da história do clube, com incríveis 466 gols marcados em 449 jogos.

### Seleção Húngara
Foi às Copas do Mundo de 1934 e 1938. Na primeira, em que os times entravam diretamente em disputas mata-mata de oitavas-de-final, a Seleção Húngara parou nas quartas, na partida em que marcou seu único gol no mundial da Itália. Diminuiu a contagem para 2 a 1 frente ao grande time austríaco da época, conhecido como Wunderteam.
Maior destaque teve no mundial da França: marcou cinco vezes em quatro partidas: dois contra as Índias Orientais Neerlandeses, nas oitavas; um contra a Suíça, nas quartas; um contra a Suécia, nas semifinais; e o último na final, contra a detentora do título, a Itália. Diminuíra a contagem dos italianos para 3 a 2, mas Silvio Piola marcaria o quarto da Squadra Azzurra a oito minutos do fim, desestabilizando os húngaros, pela Seleção foi as redes 50 vezes em 60 jogos.

## Carreira como treinador
Após encerrar a carreira, em 1948, mudou-se para a Itália, fugindo do julgo comunista sobre a Hungria. Lá o maior craque húngaro antes de Ferenc Puskás morreria, quarenta e cinco anos depois, tendo sido treinador de clubes como Bologna, Bari, Juventus, Genoa, Roma e Brescia.

## Estatísticas
| Equipe            | Temporada         | Campeonato nacional | Campeonato nacional | Copas nacionais | Copas nacionais | Copa Mitropa | Copa Mitropa | Total | Total |
| Equipe            | Temporada         | Jogos               | Gols                | Jogos           | Gols            | Jogos        | Gols         | Jogos | Gols  |
| ----------------- | ----------------- | ------------------- | ------------------- | --------------- | --------------- | ------------ | ------------ | ----- | ----- |
| Ferencváros       | 1930–31           | 7                   | 3                   | 4               | 1               | –            | –            | 11    | 4     |
| Ferencváros       | 1931–32           | 19                  | 5                   | 2               | 0               | 2            | 5            | 23    | 10    |
| Ferencváros       | 1932–33           | 22                  | 9                   | 3               | 5               | –            | –            | 25    | 14    |
| Ferencváros       | 1933–34           | 20                  | 26                  | –               | –               | 5            | 11           | 25    | 37    |
| Ferencváros       | 1934–35           | 20                  | 22                  | 4               | 7               | 7            | 12           | 31    | 41    |
| Ferencváros       | 1935–36           | 21                  | 37                  | –               | –               | 2            | 5            | 23    | 43    |
| Ferencváros       | 1936–37           | 19                  | 30                  | –               | –               | 9            | 15           | 28    | 45    |
| Ferencváros       | 1937–38           | 20                  | 30                  | –               | –               | 7            | 7            | 27    | 37    |
| Ferencváros       | 1938–39           | 20                  | 27                  | –               | –               | 5            | 3            | 25    | 30    |
| Ferencváros       | 1939–40           | 23                  | 23                  | –               | –               | 2            | 7            | 25    | 30    |
| Ferencváros       | 1940–41           | 22                  | 29                  | 1               | 0               | –            | –            | 23    | 29    |
| Ferencváros       | 1941–42           | 19                  | 21                  | 2               | 5               | –            | –            | 21    | 26    |
| Ferencváros       | 1942–43           | 15                  | 6                   | 2               | 4               | –            | –            | 17    | 10    |
| Ferencváros       | 1943–44           | 28                  | 11                  | 6               | 3               | –            | –            | 34    | 14    |
| Ferencváros       | 1944–45           | 3                   | 1                   | –               | –               | –            | –            | 3     | 1     |
| Ferencváros       | 1944              | 9                   | 13                  | –               | –               | –            | –            | 12    | 21    |
| Ferencváros       | 1945              | 18                  | 18                  | –               | –               | –            | –            | 18    | 18    |
| Ferencváros       | 1945–46           | 31                  | 33                  | –               | –               | –            | –            | 31    | 33    |
| Ferencváros       | 1946-47           | 29                  | 16                  | –               | –               | –            | –            | 29    | 16    |
| Ferencváros       | 1947–48           | 18                  | 7                   | –               | –               | –            | –            | 18    | 7     |
| Total na carreira | Total na carreira | 383                 | 367                 | 24              | 25              | 39           | 65           | 449   | 466   |

## Títulos
Ferencváros
- Campeonato Húngaroː 1931–32, 1933–34, 1937–38, 1939–40 e 1940–41
- Copa da Hungriaː 1932–33, 1934–35, 1941–42, 1942–43 e 1943–44
- Copa Mitropaː 1937

### Artilharias
- Campeonato Húngaro de 1935–36 (37 gols)
- Campeonato Húngaro de 1939–40 (23 gols)
- Campeonato Húngaro de 1940–41 (29 gols)
- Campeonato Húngaro de 1944 (não oficial) (13 gols)
- Copa Mitropa de 1935 (9 gols)
- Copa Mitropa de 1937 (12 gols)
- Copa Mitropa de 1940 (6 gols)
- Copa Internacional de 1933–35 (7 gols)
- Copa Internacional de 1936–38 (10 gols)